# Operazione Highjump

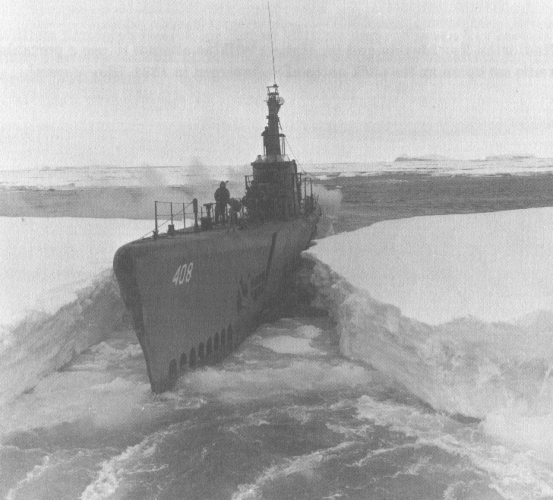
L' durante l'operazione Highjump

L'operazione Highjump ufficialmente chiamata The United States Navy Antarctic Developments Program, 1946-47 (Programma di sviluppi antartici della Marina degli Stati Uniti d'America 1946 - 1947) è stata una missione esplorativa antartica organizzata dal contrammiraglio Richard E. Byrd della US Navy e comandata da Richard H. Cruzen (1897–1970). L'operazione iniziò il 26 agosto 1946 e continuò sino al 1947 impiegando 4 700 uomini, 13 navi e diversi aerei.

## Obiettivi
Gli obiettivi dichiarati dell'operazione erano i seguenti:
- addestrare il personale e testare i materiali per operazioni in zone fredde;
- consolidare ed estendere la sovranità statunitense sulla maggior parte del continente antartico;
- determinare la possibilità di costruire e mantenere basi in Antartide e individuarne le possibili ubicazioni;
- studiare le tecniche per la costruzione e il mantenimento di basi aeree sul ghiaccio con particolare attenzione all'applicabilità dei risultati ottenuti a operazioni nell'entroterra della Groenlandia[2];
- aumentare le conoscenze esistenti sulla idrografia, geografia, geologia, meteorologia e condizioni elettromagnetiche dell'area.

## L'operazione
Gli uomini e i mezzi vennero divisi in tre gruppi: occidentale, centrale e orientale.
Le navi del gruppo occidentale raggiunsero le isole Marchesi il 12 dicembre 1946 dove le navi Henderson e Cacapon installarono una stazione meteorologica. Il 24 dicembre la Currituck iniziarono a lanciare aeroplani al fine di mappare l'area. Durante tale operazione venne scoperta la penisola Jones.
Il gruppo centrale raggiunse la baia delle Balene nel mare di Ross il 15 gennaio 1947 dove costruì una pista di atterraggio temporanea lungo il ghiacciaio che venne chiamata Little America IV. Vance N. Woodall morì durante un "incidente di sbarco" il 30 dicembre 1946.
Il gruppo orientale raggiunse l'isola Pietro I nel tardo dicembre 1946. Il 30 dicembre gli aviatori Wendell K. Hendersin, Fredrick W. Williams e il guardiamarina Maxwell A. Lopez morirono nello schianto del loro Martin PBM Mariner George One, avvenuto durante una tempesta. I sei membri dell'equipaggio sopravvissuti, tra cui James H. Robbins e il co-pilota William Kearns furono salvati 13 giorni dopo.

## Missioni successive
Dopo la fine dell'operazione, l'area venne nuovamente esplorata durante l'operazione Windmill con la motivazione che una buona parte delle fotografie avevano un'esposizione scorretta e dovevano essere sostituite. Nel 1948 Finn Rønne organizzò una spedizione antartica finanziata con capitali privati.

## Teoria del complotto
L'operazione Highjump è diventata un argomento importante di diverse teorie del complotto UFO secondo le quali le operazioni militari statunitensi erano finalizzate alla conquista di strutture sotterranee naziste (Base 211) realizzate in Antartide e a catturare il prototipo di Haunebu, oppure di Die glocke, una campana anti-gravitazionale in grado di polverizzare ciò che la circonda. Questi temi sono il filo conduttore della serie di romanzi Area 51 di Robert Doherty e Tameda di Achille Barillare.
Le teorie complottistiche sull'operazione si infittiscono quando quest'ultima viene interrotta sei mesi prima del previsto in seguito a un presunto attacco tedesco alle truppe americane con dei mezzi volanti (riferendosi ad Haunebu, argomento precedentemente citato). In un'intervista pubblicata sul giornale cileno El mercurio, Byrd avrebbe dichiarato "È un obbligo per gli stati uniti avviare misure di difesa contro le regioni ostili. In caso di una nuova guerra gli Stati Uniti potrebbero essere attaccati da oggetti volanti che possono volare da un polo all'altro ad incredibili velocità" ma l'autenticità di queste fonti rimane dubbia.

## Mezzi utilizzati
Gruppo occidentale, comandato dal capitano Charles A. Bond
- Nave appoggio idrovolanti USS Currituck (AV-7)
- Petroliera USS Cacapon (AO-52)
- Cacciatorpediniere USS Henderson (DD-785)

Gruppo centrale
- Nave d'assalto anfibio USS Mount Olympus (AGC-8)
- Rompighiaccio USS Burton Island (AG-88)
- Rompighiaccio USCGC Northwind (WAG-282)
- Nave ausiliaria USS Yancey (AKA-93)
- Nave ausiliaria USS Merrick (AKA-97)
- Sottomarino USS Sennet (SS-408)

 Gruppo orientale comandato dal capitano George J. Dufek
- Nave appoggio idrovolanti USS Pine Island (AV-12)
- Petroliera USS Canisteo (AO-99)
- Cacciatorpediniere USS Brownson (DD-868)

La portaerei USS Philippine Sea (CV-47) ha partecipato all'operazione senza essere assegnata a un gruppo in particolare.

## Curiosità
- A Maxwell A. Lopez, morto durante l'operazione, è stata dedicata una montagna: Mount Lopez sull'isola Thurston.
- Il cappellano William Menster (Cascade, 10 febbraio 1913 – Dubuque, 14 aprile 2007) è stato il primo presbitero a visitare il continente. Nel 1947 ha consacrato l'Antartide.